# Leo Kinnunen
Leo Juhani "Leksa" Kinnunen (Tampere, 5 de agosto de 1943 - 26 de julho de 2017) foi um piloto finlandês de automobilismo.

## Carreira

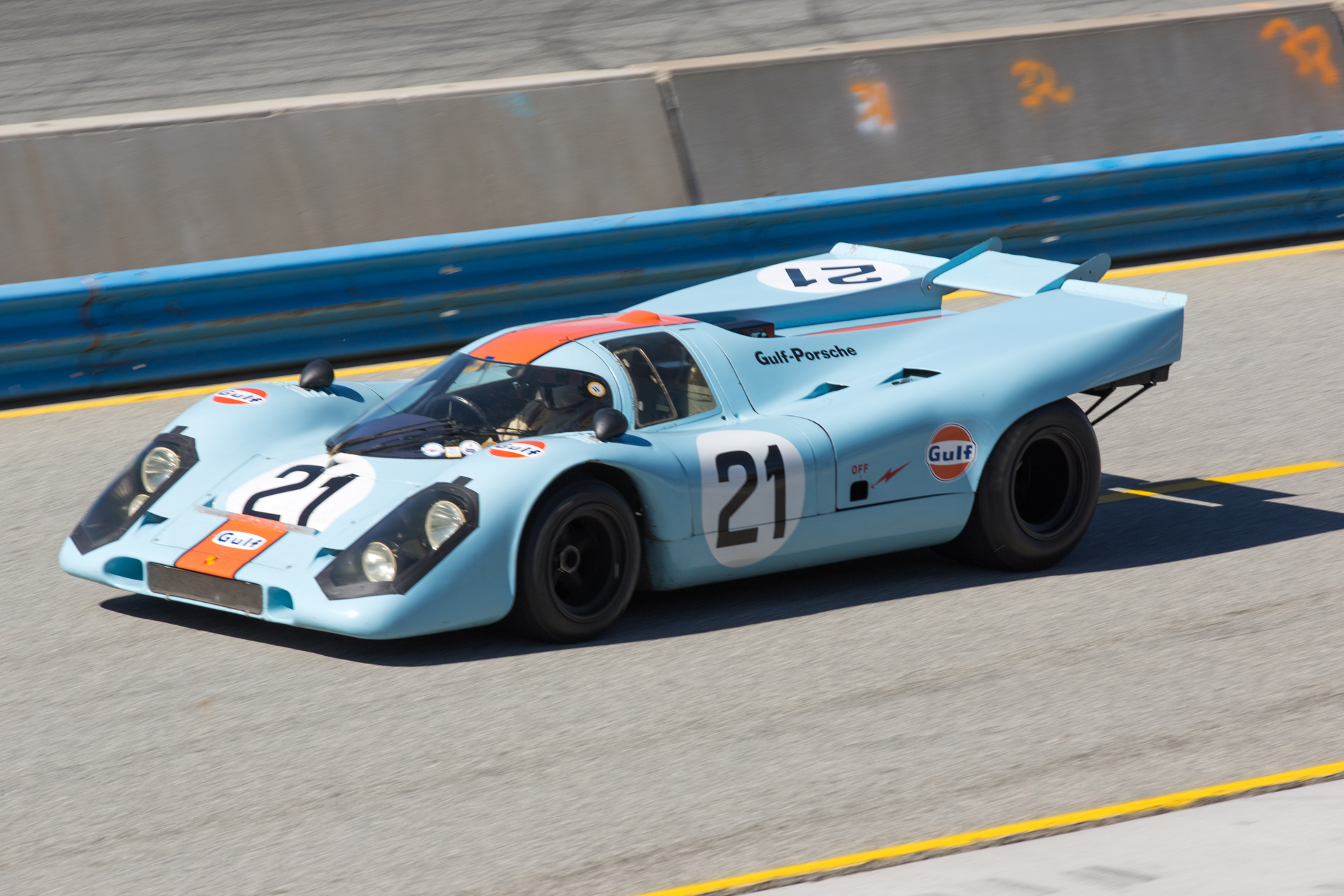
Carro pilototado por Kinnunen nas 24 Horas de Le Mans de 1971.

Kinnunen iniciou a carreira no motociclismo, porém, na década de 1960, passou a se dedicar ao automobilismo, quando recebeu a licença para pilotar carros de corrida. Teve sucesso ao correr em ralis, e chegou a ser vice-campeão de Rallycross em 2 oportunidades. 
Por 2 temporadas, correu na Fórmula 3 Finlandesa, e com um Brabham antigo, mostrou competitividade, vencendo diversas provas. Em Ahvenisto, derrotou o sueco Ronnie Peterson, que viria a ser um dos principais nomes da Fórmula 1 na década seguinte. Seu desempenho chamou a atenção de várias equipes da principal categoria do automobilismo. Jochen Rindt queria-o na Lotus em 1971 (o austríaco pretendia encerrar a carreira em 1970), porém a morte do austríaco impediu a contratação. Bernie Ecclestone, então empresário de Rindt e que estava próximo de comprar a Brabham, manifestou interesse em Kinnunen, que preferia correr de graça e, com sua decisão, recusou a proposta.
John Surtees, que havia encerrado a carreira de piloto para trabalhar apenas como dono de equipe, ofereceu um chassi TS16 a Kinnunen para a temporada de 1974, com a condição de que o piloto arranjasse patrocínio. Antti-Aarnio Wihuri, ex-patrão de Kinnunen na Interserie, decidiu inscrever sua equipe e utilizar o carro. Sua estreia na F-1, já aos 30 anos (idade avançada para um novato), foi no GP da Bélgica, onde não se classificou. Mesmo assim, ele já entrava para a história do automobilismo finlandês ao tornar-se o primeiro piloto de seu país a se inscrever para uma corrida de Fórmula 1, e também foi o último piloto a competir com capacete aberto, sem queixeira, na história da categoria.
O único GP em que obteve classificação para o grid foi o da Suécia, abandonando-a com problemas elétricos. Embora 24 carros poderiam largar, Kinnunen foi liberado para correr a prova, por suas boas relações com a organização. Deixou a F-1 após não conseguir vaga no GP da Itália. Em 1975, passou a dedicar-se ao Endurance, onde competiria por mais um ano, até sua aposentadoria.
Morreu em 26 de julho de 2017, aos 73 anos de idade. Não foi citada a causa de seu falecimento, mas Kinnunen já sofria com uma doença prolongada.

### Resultados nas 24 Horas de Le Mans[2]
| Ano  | Equipe                    | Nº | Co-Pilotos      | Chassi                       | Pneus | Classe   | Voltas | Posição | Posição Na Categoria |
| Ano  | Equipe                    | Nº | Co-Pilotos      | Motor                        | Pneus | Classe   | Voltas | Posição | Posição Na Categoria |
| ---- | ------------------------- | -- | --------------- | ---------------------------- | ----- | -------- | ------ | ------- | -------------------- |
| 1970 | JW Automotive Engineering | 21 | Pedro Rodriguez | Porsche 917 K                | F     | S 5.0    | 22     | DNF     | DNF                  |
| 1970 | JW Automotive Engineering | 21 | Pedro Rodriguez | Porsche 4907 F12             | F     | S 5.0    | 22     | DNF     | DNF                  |
| 1976 | Egon Evertz K.G.          | 16 | Egon Evertz     | Porsche 908/03T              | D     | Gr.6 3.0 | 124    | DNF     | DNF                  |
| 1976 | Egon Evertz K.G.          | 16 | Egon Evertz     | Porsche 911/78 2142 F8 Turbo | D     | Gr.6 3.0 | 124    | DNF     | DNF                  |

### Resultado na Fórmula 1[3]
| Ano  | Equipe          | Chassis      | Motor                | 1   | 2   | 3   | 4   | 5        | 6   | 7         | 8   | 9        | 10       | 11  | 12       | 13       | 14  | 15  | Pontos | Posição |
| ---- | --------------- | ------------ | -------------------- | --- | --- | --- | --- | -------- | --- | --------- | --- | -------- | -------- | --- | -------- | -------- | --- | --- | ------ | ------- |
| 1974 | AAW Racing Team | Surtees TS16 | Ford Cosworth DFV V8 | ARG | BRA | RSA | ESP | BEL NQ F | MON | SUE Ret F | HOL | FRA NQ F | GBR NQ F | GER | AUT NQ F | ITA NQ F | CAN | EUA | 0      | NC      |